# حلزون‌های برکه‌ای
حلزون‌های برکه‌ای (نام علمی: Lymnaeidae) نام یک تیره از رده شکم‌پایان است.